# Calliurichthys izuensis
Calliurichthys izuensis är en fiskart som först beskrevs av Hans W. Fricke och Zaiser Brownell, 1993.  Calliurichthys izuensis ingår i släktet Calliurichthys och familjen sjökocksfiskar. Inga underarter finns listade.